# Riccardo Brosco
Riccardo Brosco (Roma, 3 febbraio 1991) è un calciatore italiano, difensore e capitano del Pescara.

## Carriera

### Club

#### Roma e Triestina
Cresciuto nelle giovanili della Roma, nel 2009-2010 è passato alla Triestina. Esordisce in Coppa Italia il 16 agosto 2009. Milita nella Triestina fino al 2011, e in questa squadra colleziona 30 presenze in 2 stagioni.

#### Pescara, Ternana e Latina
Il 27 agosto 2011 il Parma lo acquista per cederlo immediatamente in comproprietà al Pescara. Rimane al Pescara nella stagione 2011-2012, che vede gli abruzzesi raggiungere la promozione in Serie A.
Il 31 agosto 2012 viene ceduto in prestito alla Ternana, in Serie B. Il 30 ottobre 2012, sigla contro il Sassuolo, la sua prima rete tra i professionisti; la gara terminerà con la vittoria dei Neroverdi per 3 a 1.
L'8 luglio 2013, viene girato in prestito al Latina, dal quale, dopo una brillante stagione, viene acquistato a titolo definitivo.
Il 27 settembre 2014 segna il suo primo gol con i laziali proprio contro la sua ex squadra Ternana. In questa stagione gioca 38 partite e segna 3 gol piazzandosi 10º nella Top 15 dei difensori di Serie B secondo una classifica stilata dalla Lega Serie B.
Il 31 gennaio 2017 viene acquistato a titolo definitivo dal Verona, che lo lascia in prestito al club pontino fino al termine della stagione. Il 1º aprile subisce, nel corso della partita persa contro il Cittadella per 0-2, un grave infortunio che gli fa concludere anzitempo la stagione, riportando la rottura del legamento crociato anteriore e del menisco mediale del ginocchio destro.

#### Carpi, Ascoli e Vicenza
Il 29 agosto viene ceduto a titolo temporaneo al Carpi. Con gli emiliani colleziona 28 presenze complessive senza mai andare a rete.
Il 22 luglio 2018 passa all'Ascoli, firmando un contratto triennale con i marchigiani. Nella sua prima stagione con la squadra marchigiana mette a segno 5 reti, sua miglior stagione realizzativa in carriera. Nell'estate del 2019, diventa il nuovo capitano a tutti gli effetti della società bianconera, alternandosi la fascia nella prima parte della stagione successiva, con il compagno Raffaele Pucino.
Il 20 luglio 2021 firma un contratto biennale con il Vicenza.- Il 25 aprile 2022 segna la prima rete con i veneti, in occasione del successo per 2-0 in casa del Como.

#### Ritorno al Pescara
Il 30 agosto 2022 fa ritorno al Pescara.

### Nazionale
Ha giocato con tutte le nazionali giovanili italiane, dall'Under-16 all'Under-21; con quest'ultima esordisce il 17 novembre 2010 in amichevole contro la Turchia.

## Statistiche

### Presenze e reti nei club
Statistiche aggiornate al 10 agosto 2025.
| Stagione         | Squadra          | Campionato       | Campionato | Campionato | Coppe nazionali | Coppe nazionali | Coppe nazionali | Coppe continentali | Coppe continentali | Coppe continentali | Altre coppe | Altre coppe | Altre coppe | Totale | Totale |
| Stagione         | Squadra          | Comp             | Pres       | Reti       | Comp            | Pres            | Reti            | Comp               | Pres               | Reti               | Comp        | Pres        | Reti        | Pres   | Reti   |
| ---------------- | ---------------- | ---------------- | ---------- | ---------- | --------------- | --------------- | --------------- | ------------------ | ------------------ | ------------------ | ----------- | ----------- | ----------- | ------ | ------ |
| 2007-2008        | Roma             | A                | -          | -          | CI              | 0               | 0               | -                  | -                  | -                  | -           | -           | -           | 0      | 0      |
| 2008-2009        | Roma             | A                | 0          | 0          | CI              | -               | -               | UCL                | -                  | -                  | -           | -           | -           | 0      | 0      |
| Totale Roma      | Totale Roma      | Totale Roma      | 0          | 0          |                 | 0               | 0               |                    | 0                  | 0                  |             | -           | -           | 0      | 0      |
| 2009-2010        | Triestina        | B                | 16         | 0          | CI              | 2               | 0               |                    | -                  | -                  |             | -           | -           | 18     | 0      |
| 2010-2011        | Triestina        | B                | 14         | 0          | CI              | 1               | 0               |                    | -                  | -                  |             | -           | -           | 15     | 0      |
| ago. 2011        | Triestina        | LP               | -          | -          | CI              | 0               | 0               | -                  | -                  | -                  | -           | -           | -           | 0      | 0      |
| Totale Triestina | Totale Triestina | Totale Triestina | 30         | 0          |                 | 3               | 0               |                    | -                  | -                  |             | -           | -           | 33     | 0      |
| ago. 2011-2012   | Pescara          | B                | 22         | 0          | CI              | -               | -               |                    | -                  | -                  |             | -           | -           | 22     | 0      |
| ago. 2012        | Pescara          | A                | -          | -          | CI              | -               | -               | -                  | -                  | -                  | -           | -           | -           | 0      | 0      |
| set. 2012-2013   | Ternana          | B                | 22         | 1          | CI              | -               | -               | -                  | -                  | -                  | -           | -           | -           | 22     | 1      |
| 2013-2014        | Latina           | B                | 35+4       | 0          | CI              | 1               | 0               |                    | -                  | -                  |             | -           | -           | 40     | 0      |
| 2014-2015        | Latina           | B                | 38         | 3          | CI              | 0               | 0               |                    | -                  | -                  |             | -           | -           | 38     | 3      |
| 2015-2016        | Latina           | B                | 29         | 3          | CI              | 1               | 0               |                    | -                  | -                  |             | -           | -           | 30     | 3      |
| 2016-2017        | Latina           | B                | 26         | 4          | CI              | 1               | 0               |                    | -                  | -                  |             | -           | -           | 27     | 4      |
| Totale Latina    | Totale Latina    | Totale Latina    | 128+4      | 10         |                 | 3               | 0               |                    | -                  | -                  |             | -           | -           | 135    | 10     |
| 2017-2018        | Carpi            | B                | 27         | 0          | CI              | 1               | 0               |                    | -                  | -                  |             | -           | -           | 28     | 0      |
| 2018-2019        | Ascoli           | B                | 31         | 5          | CI              | 1               | 0               |                    | -                  | -                  |             | -           | -           | 32     | 5      |
| 2019-2020        | Ascoli           | B                | 29         | 1          | CI              | 1               | 1               |                    | -                  | -                  |             | -           | -           | 30     | 2      |
| 2020-2021        | Ascoli           | B                | 33         | 1          | CI              | -               | -               |                    | -                  | -                  |             | -           | -           | 33     | 1      |
| Totale Ascoli    | Totale Ascoli    | Totale Ascoli    | 93         | 7          |                 | 2               | 1               |                    | -                  | -                  |             | -           | -           | 95     | 8      |
| 2021-2022        | Vicenza          | B                | 26+2       | 1+0        | CI              | 1               | 0               |                    | -                  | -                  |             | -           | -           | 29     | 1      |
| 2022-2023        | Pescara          | C                | 34+4       | 3+1        | CI-C            | 1               | 0               |                    | -                  | -                  |             | -           | -           | 39     | 4      |
| 2023-2024        | Pescara          | C                | 33+2       | 0          | CI+CI-C         | 1+1             | 0               |                    | -                  | -                  |             | -           | -           | 37     | 0      |
| 2024-2025        | Pescara          | C                | 34+4       | 4+0        | CI-C            | 1               | 0               |                    | -                  | -                  |             | -           | -           | 39     | 4      |
| 2025-2026        | Pescara          | B                | 0          | 0          | CI              | 1               | 0               |                    | -                  | -                  |             | -           | -           | 1      | 0      |
| Totale Pescara   | Totale Pescara   | Totale Pescara   | 123+10     | 7+1        |                 | 5               | 0               |                    | -                  | -                  |             | -           | -           | 138    | 8      |
| Totale carriera  | Totale carriera  | Totale carriera  | 449+16     | 26+1       |                 | 15              | 1               |                    | 0                  | 0                  |             | -           | -           | 480    | 28     |

### Cronologia presenze e reti in nazionale
| Cronologia completa delle presenze e delle reti in nazionale ― Italia under 21 | Cronologia completa delle presenze e delle reti in nazionale ― Italia under 21 | Cronologia completa delle presenze e delle reti in nazionale ― Italia under 21 | Cronologia completa delle presenze e delle reti in nazionale ― Italia under 21 | Cronologia completa delle presenze e delle reti in nazionale ― Italia under 21 | Cronologia completa delle presenze e delle reti in nazionale ― Italia under 21 | Cronologia completa delle presenze e delle reti in nazionale ― Italia under 21 | Cronologia completa delle presenze e delle reti in nazionale ― Italia under 21 |
| Data                                                                           | Città                                                                          | In casa                                                                        | Risultato                                                                      | Ospiti                                                                         | Competizione                                                                   | Reti                                                                           | Note                                                                           |
| ------------------------------------------------------------------------------ | ------------------------------------------------------------------------------ | ------------------------------------------------------------------------------ | ------------------------------------------------------------------------------ | ------------------------------------------------------------------------------ | ------------------------------------------------------------------------------ | ------------------------------------------------------------------------------ | ------------------------------------------------------------------------------ |
| 17-11-2010                                                                     | Fermo                                                                          | Italia under 21                                                                | 2 – 1                                                                          | Turchia under 21                                                               | Amichevole                                                                     | -                                                                              | 16’                                                                            |
| Totale                                                                         |                                                                                | Presenze                                                                       | 1                                                                              |                                                                                | Reti                                                                           | 0                                                                              |                                                                                |

## Palmarès

### Club

#### Competizioni nazionali
- Campionato italiano di Serie B: 1

Pescara: 2011-2012